# IC 2676
IC 2676 је спирална галаксија у сазвјежђу Лав која се налази на листи објеката дубоког неба у Индекс каталогу.
Деклинација објекта је + 9° 49' 18" а ректасцензија 11h 16m 18,5s. Привидна величина (магнитуда) објекта IC 2676 износи 15,2 а фотографска магнитуда 16,0.